# Nueva Esperanza, Villaflores
Nueva Esperanza är en ort i Mexiko.   Den ligger i kommunen Villaflores och delstaten Chiapas, i den sydöstra delen av landet, 700 km sydost om huvudstaden Mexico City. Nueva Esperanza ligger 581 meter över havet och antalet invånare är 613.
Terrängen runt Nueva Esperanza är kuperad västerut, men österut är den platt. Runt Nueva Esperanza är det ganska glesbefolkat, med 24 invånare per kvadratkilometer. Närmaste större samhälle är Villa Corzo, 3,8 km sydost om Nueva Esperanza. Omgivningarna runt Nueva Esperanza är en mosaik av jordbruksmark och naturlig växtlighet.